# Innenstadt-West (Karlsruhe)
Die Innenstadt-West ist ein Stadtteil von Karlsruhe. Sie grenzt an die Stadtteile Innenstadt-Ost, Südweststadt, Weststadt sowie Nordstadt. Der Stadtteil ist das eigentliche Geschäfts- und Dienstleistungszentrum Karlsruhes und hat bei 9.950 Einwohnern (Stand 2023) etwa 25.000 Arbeitsplätze. Hier befinden sich unter anderem das Karlsruher Schloss, das Bundesverfassungsgericht und der Bundesgerichtshof.

## Gebiet
Im Westen beziehungsweise Norden wird die Innenstadt-West durch die Rheinhold-Frank-Straße und den Adenauerring begrenzt. Die Grenze zur Innenstadt-Ost verläuft im Hardtwald entlang der Linkenheimer Allee, durch den Schlosspark und östlich am Schloss vorbei sowie entlang der Karl-Friedrich-Straße. Im Süden begrenzt die Kriegsstraße den Stadtteil. Die Innenstadt-West hat eine Fläche von 240,57 ha.
Der Stadtteil bildet zusammen mit der Innenstadt-Ost den Stadtkern Karlsruhes, welcher 1715 bei der Stadtgründung angelegt wurde. Hier liegt das Einzelhandels- und Dienstleistungszentrum der Stadt mit dem Westteil der Haupteinkaufsstraße Kaiserstraße und den beiden Einkaufszentren Ettlinger Tor und Postgalerie.

## Geschichte
Der nördlich der Kaiserstraße gelegene Abschnitt des Stadtteils entstand in den Jahren nach der Stadtgründung Karlsruhes (1715). Auf dem im Laufe des 18. und 19. Jahrhunderts nach Süden bis zur Kriegsstraße erweiterten Gebiet befanden sich mit dem Linkenheimer Tor, dem Ettlinger Tor, dem Mühlburger Tor und dem Karlstor vier der sechs Stadttore. Durch Luftangriffe während des Zweiten Weltkriegs wurden 81 % des Wohnungsbestands sowie zahlreiche öffentliche Gebäude der Innenstadt-West zerstört. Der Wiederaufbau an der westlichen Kaiserstraße erfolgte in modernisierter Form mit beidseitig neuen Andienungsstraßen im rückwärtigen Bereich und einzelnen als Denkmalsinseln erhaltenen bzw. wiedererrichteten Altbauten.

## Sehenswürdigkeiten
Der Stadtteil beherbergt einige sehenswerte Gebäude, darunter allen voran das Schloss, die Weinbrenner-Bauten Pyramide, Rathaus, St. Stephan-Kirche und Staatliche Münze, die Gründerzeit-Villen Prinz-Max-Palais und Erbgroßherzogliches Palais sowie den Baumgarten-Bau, den Dienstsitz des Bundesverfassungsgerichts. Des Weiteren bestehen mit dem Schlosspark, dem Nymphengarten und dem Botanischen Garten große Grünflächen. Zu den bedeutenden Plätzen in der Innenstadt-West gehören der Ludwigsplatz, der Europaplatz, der Friedrichsplatz, der Stephanplatz und der Kaiserplatz. Der Rondellplatz und der Marktplatz liegen an der „Via Triumphalis“ am Übergang von Innenstadt-West und Innenstadt-Ost.
Zu den kulturellen Angeboten im Stadtteil zählen das Badische Landesmuseum, die Staatliche Kunsthalle, das Staatliche Museum für Naturkunde und der Badische Kunstverein.

### Galerie der Sehenswürdigkeiten

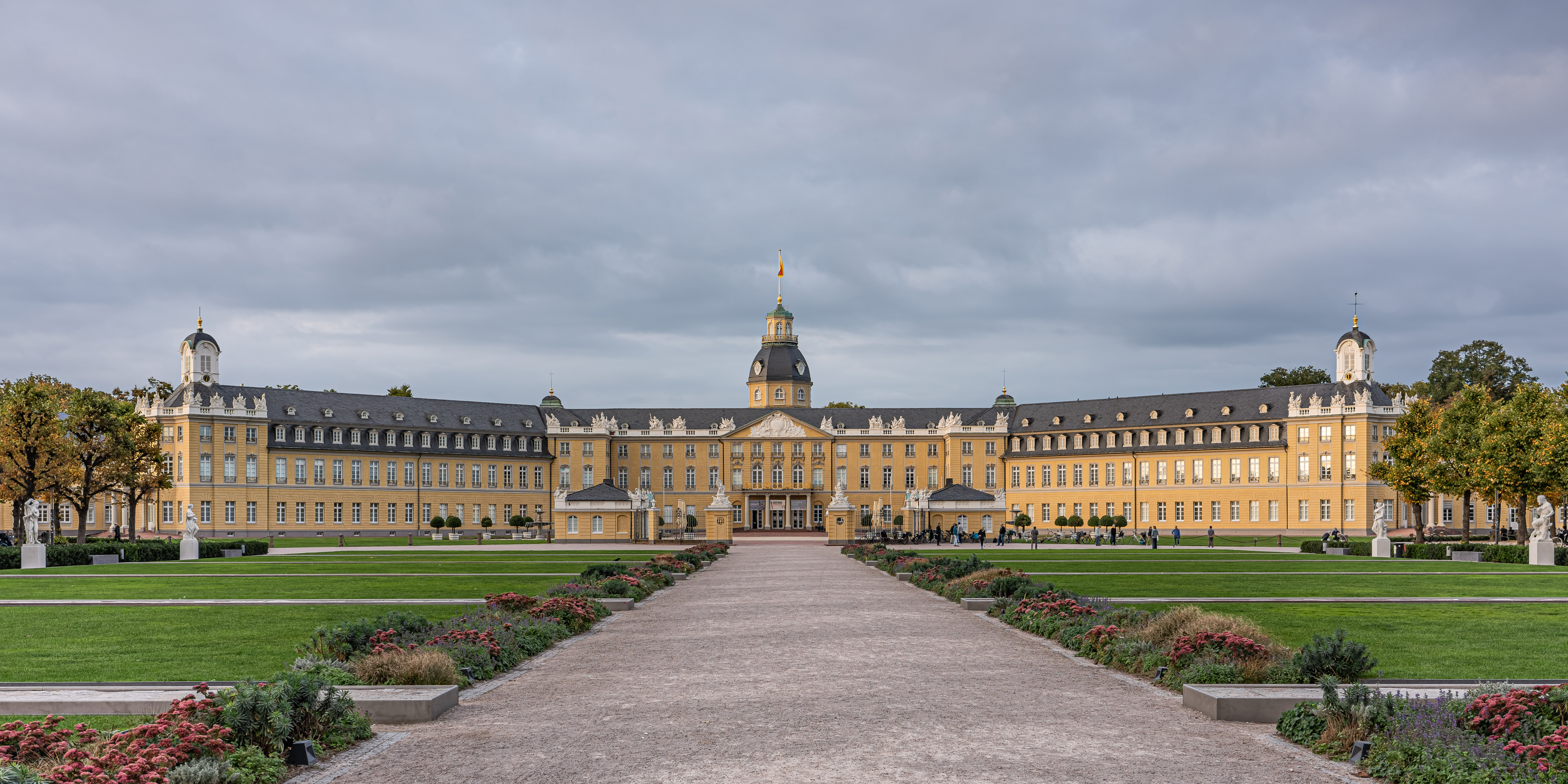
Schloss
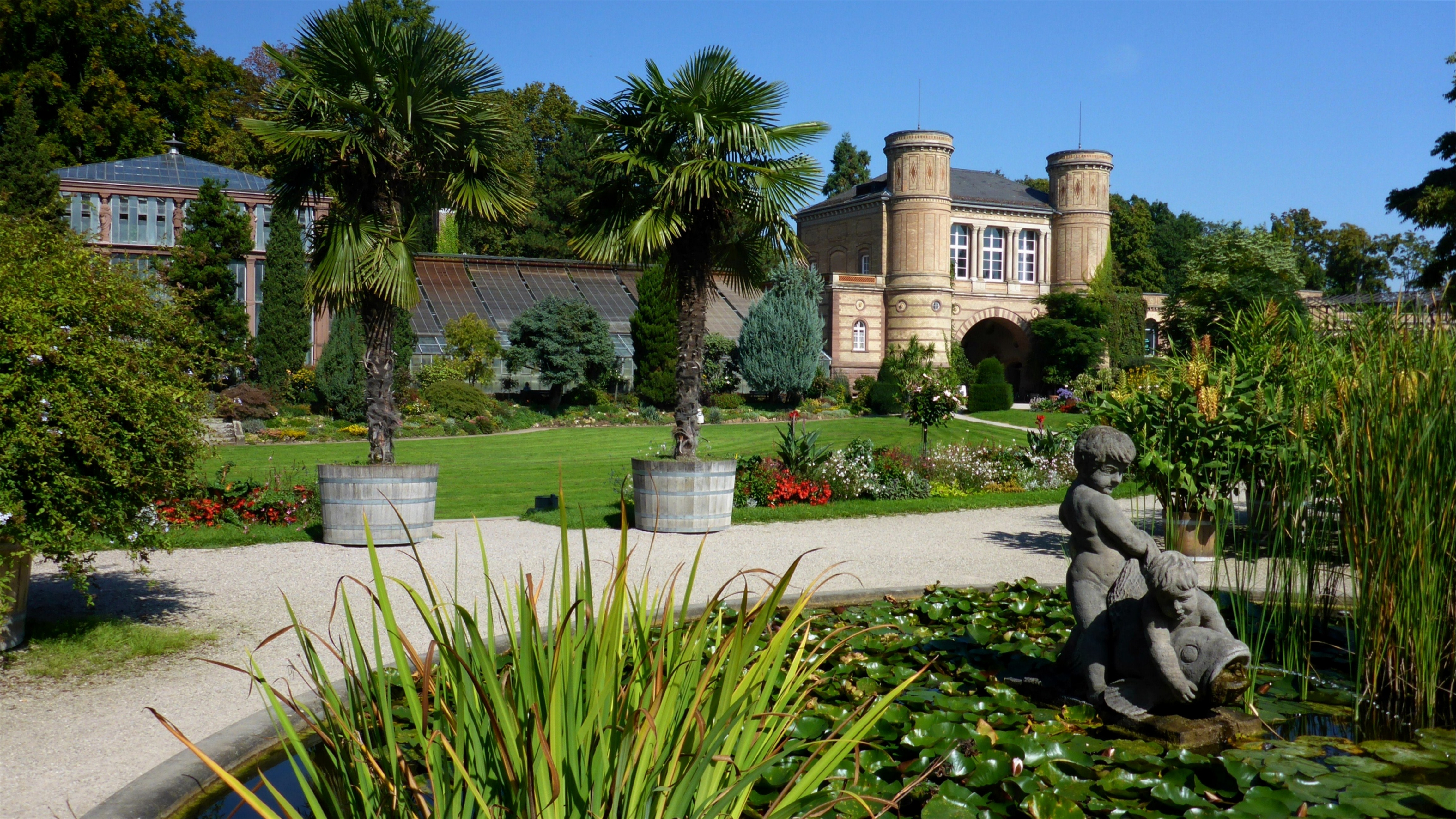
Botanischer Garten
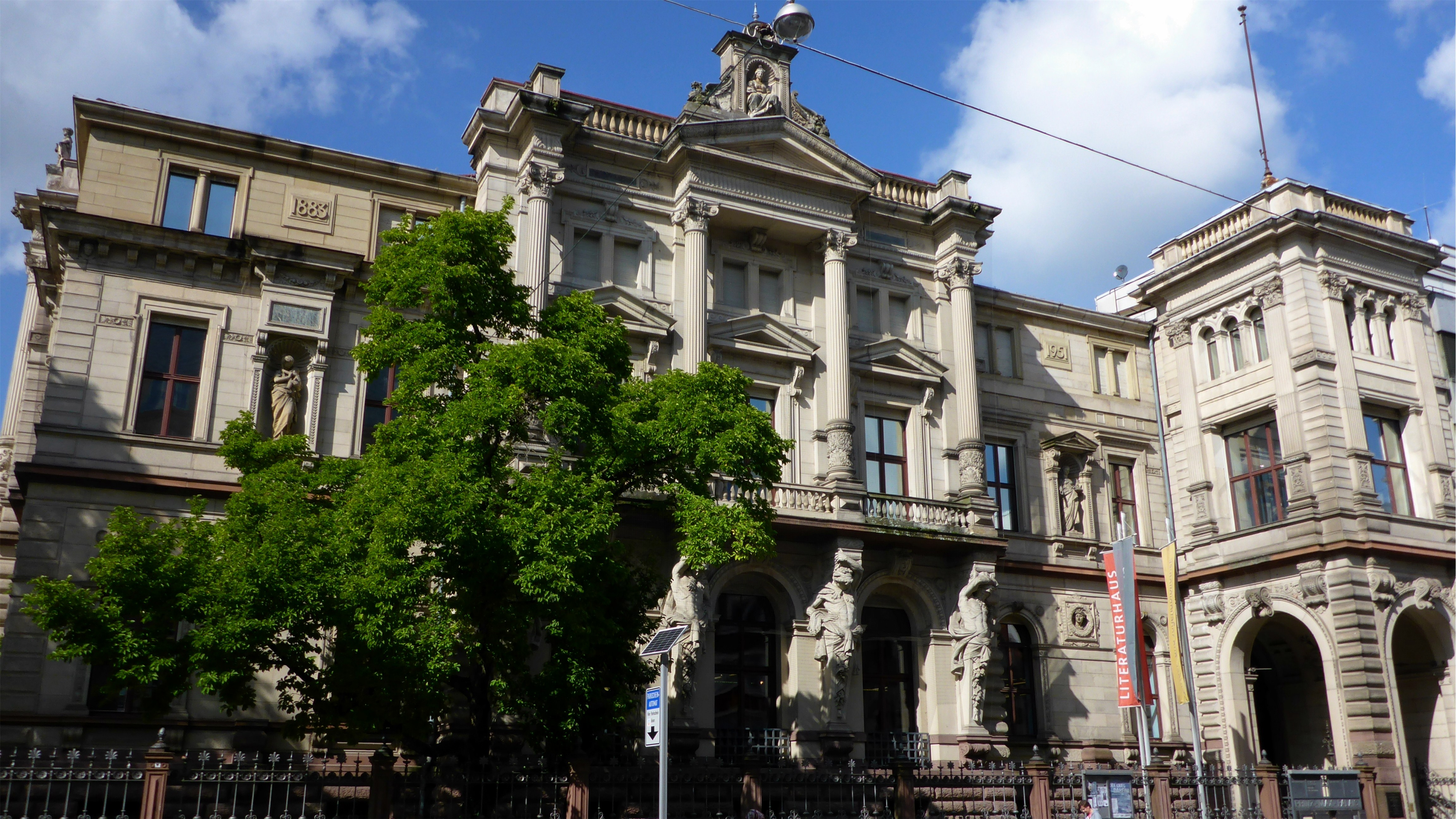
Prinz-Max-Palais
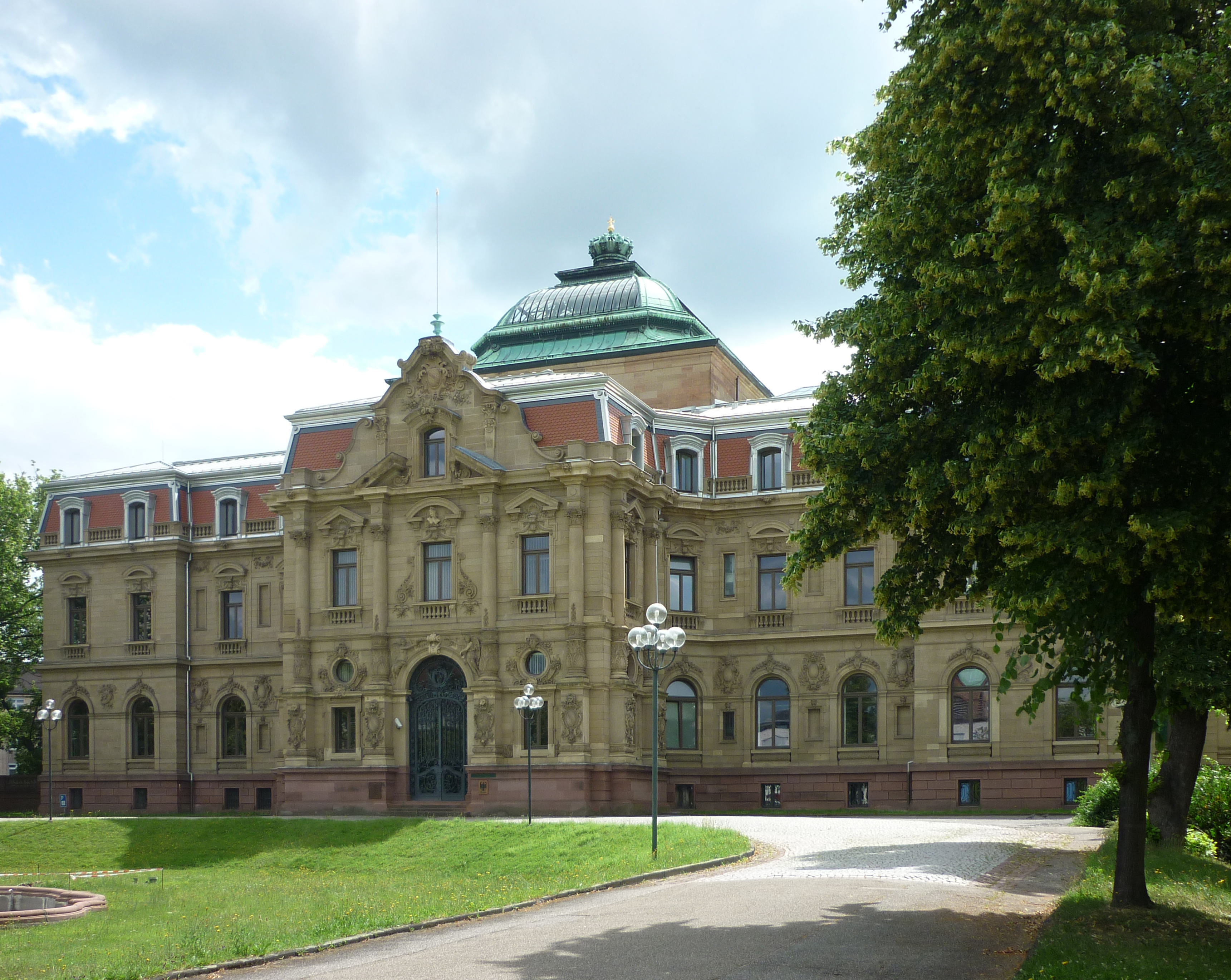
Erbgroßherzogliches Palais
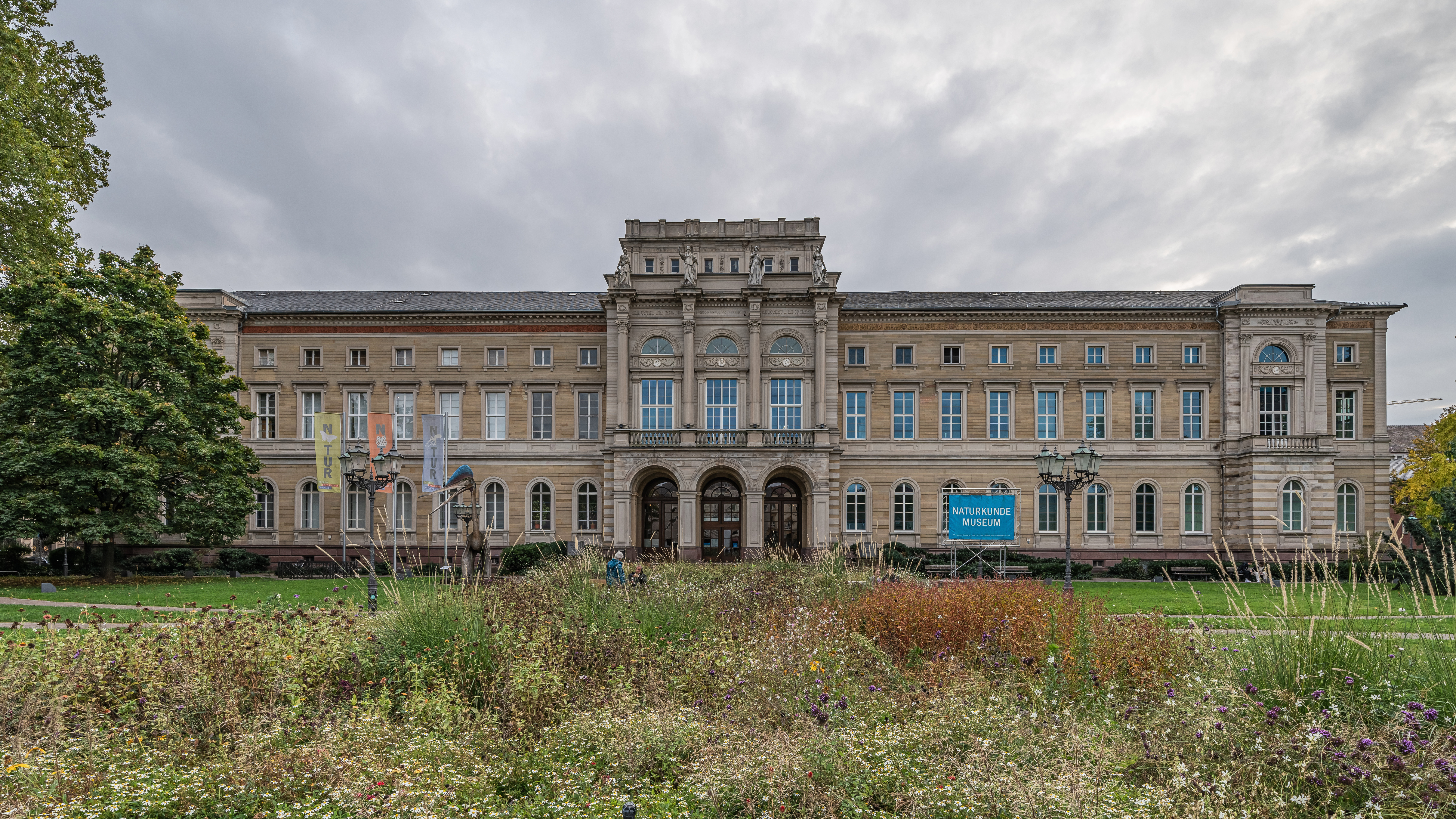
Naturkundemuseum
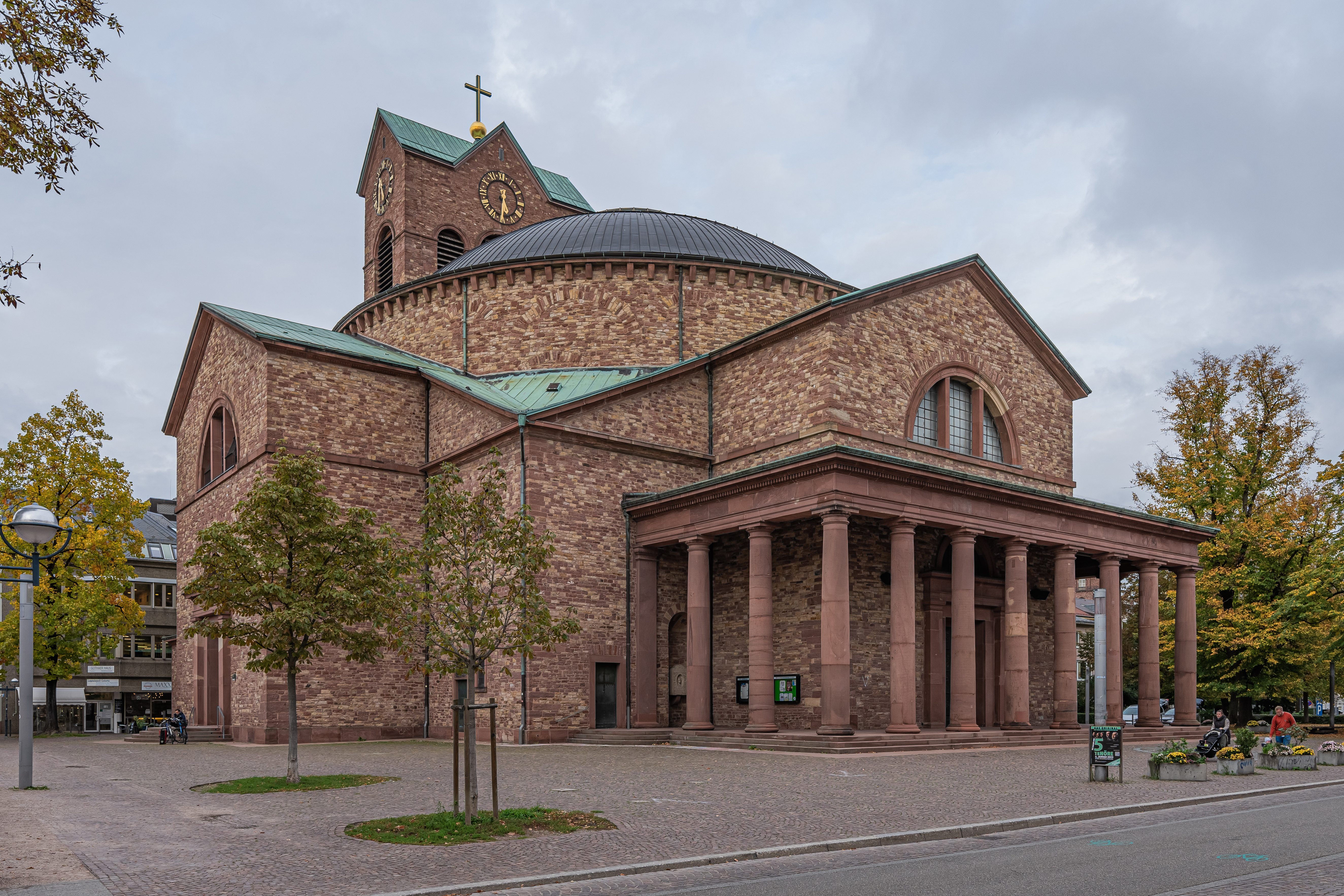
Kirche St. Stephan

## Institutionen
In der Innenstadt-West befinden sich viele öffentliche Einrichtungen. darunter das Rathaus, die Stadtbibliothek und die Badische Landesbibliothek.
Des Weiteren besteht eine hohe Dichte an Gerichten:
- Bundesgerichtshof
- Bundesverfassungsgericht
- Arbeitsgericht Karlsruhe
- Landgericht Karlsruhe
- Amtsgericht Karlsruhe

## Lehreinrichtungen
- Hochschule Karlsruhe – Technik und Wirtschaft
- Pädagogische Hochschule Karlsruhe
- Führungsakademie Baden-Württemberg
- Seminar für Ausbildung und Fortbildung der Lehrkräfte Karlsruhe (Gymnasien)
- Fichte-Gymnasium Karlsruhe
- Bismarck-Gymnasium Karlsruhe
- Leopoldschule Karlsruhe
- Hebel-Realschule Karlsruhe
- Hebelschule Karlsruhe (Grundschule)